# The To Do List - L'estate prima del college
The To Do List - L'estate prima del college (The To Do List) è un film del 2013 scritto e diretto da Maggie Carey.

## Trama
Brandy Klark, di Boise, in Idaho, è un'adolescente che si è appena diplomata dal suo liceo nel 1993. Dopo la cerimonia, le due migliori amiche di Brandy, Wendy e Fiona, portano Brandy a una festa, dove si ubriaca per la prima volta. Brandy si apparta con un ragazzo del college per cui ha una cotta di nome Rusty Waters. Dato che la stanza è buia, Rusty scambia Brandy per qualcun altra e quando si rende conto di chi è, la rifiuta. Brandy incolpa la sua mancanza di esperienza sessuale e decide di imparare tutto sul sesso durante l'estate per prepararsi al college. Decide che il suo obiettivo di fine estate sarà quello di fare sesso con Rusty per completare la sua "Lista delle cose da fare".
Brandy ottiene un lavoro in piscina come bagnina  per avvicinarsi a Rusty e al suo compagno di college Cameron Mitchell.  A Brandy viene detto di togliere i rifiuti dalla piscina che sembrano essere feci. Presume che i suoi colleghi le stiano facendo uno scherzo, basato sulla battuta del Baby Ruth del film Palla da golf, quindi gli da un morso solo per scoprire che si tratta di feci reali. Come vendetta, spinge il suo capo Willy, che non sa nuotare, in piscina. Brandy accetta di insegnargli a nuotare e in cambio gli chiede di trattarla meglio.
Brandy riceve consigli sul sesso da sua sorella, Amber, sua madre e dalle sue due miglior amiche, mentre suo padre, un giudice conservatore, è a disagio con i discorsi sul sesso. Usando queste informazioni, fa una "lista di cose da fare" di atti sessuali da imparare ed eseguire. Con il progredire dell'estate, Brandy ha diversi incontri sessuali con Cameron e altri ragazzi, il tutto mentre cerca di attirare l’attenzione di Rusty. Cameron inizia a innamorarsi di lei, ma rimane spiazzato dopo aver scoperto la sua lista e aver capito che era solo una parte della sua "missione". Willy becca Brandy, Wendy, Fiona e membri adulti di una band grunge maschile in piscina dopo ore dalla chiusura. Brandy viene mandata a casa dove viene affrontata da Cameron sulla lista. Cameron se ne va arrabbiato e Brandy piange. Duffy, per cui Wendy ha una cotta, viene a confortare Brandy e i due fanno sesso.
Quando Wendy e Fiona vanno a guardare il film Spiagge da Brandy, scoprono la sua lista e vedono la lista dei ragazzi con cui ha fatto sesso. Si arrabbiano dopo aver scoperto che Brandy è stata con Duffy e se ne vanno arrabbiate. 
Brandy finalmente si avvicina a Rusty quando vandalizzano una piscina rivale, ma vengono beccati perché Brandy lascia il suo reggiseno, che ha il suo nome, e Willy la licenzia. Brandy chiede a Rusty di uscire, e lui la porta in un posto per fare sesso in macchina, ma il sesso è breve e deludente. Brandy vede suo padre e sua madre nel caravan accanto al loro fare sesso e chiede a Rusty di tornare subito a casa.
Willy va a casa Klark per impedire a Brandy di fare sesso con Rusty, ma viene accolto alla porta da Amber, che lo seduce. Quando Rusty e Brandy tornano a casa, un Cameron geloso è lì e tira un pugno a Rusty, che litigano fino a quando Brandy non li separa. Si complimenta con loro per le loro buone qualità e si scusa sinceramente con Cameron per averlo usato.
In seguito, cerca Wendy e Fiona per scusarsi con loro. Canta Wind Beneath My Wings alla porta di Wendy, e le due ragazze alla fine si uniscono, perdonandola. Brandy incontra Willy in piscina e lui le offre un lavoro per la prossima estate.
In autunno, Brandy e Cameron si incontrano di nuovo alla Università di Georgetown. I due sperimentano vari atti sessuali e Brandy finalmente raggiunge l'orgasmo, l'ultima cosa della sua lista, attraverso il sesso anale, proprio mentre suo padre entra nella stanza.

## Produzione
Il titolo iniziale del progetto era The Hand Job, poi modificato per il suo significato (masturbazione maschile). Le riprese del film iniziano il 1º luglio e finiscono il 28 luglio 2011.

## Promozione
Il primo trailer del film viene pubblicato online il 31 agosto 2012; il 26 luglio 2013 esce nelle sale statunitensi .

## Distribuzione
Negli Stati Uniti il film viene vietato ai minori di 18 anni per la presenza di «forte e pervasivo contenuto sessuale, dialoghi e grafiche sessuali, uso di droghe ed alcol, linguaggio scurrile giovanile».